# Gabriel Guéret
Gabriel Guéret (* 1641 in Paris; † 22. April 1688 ebenda) war ein französischer Schriftsteller und Literaturkritiker.

## Leben und Werk
Gabriel Guéret schloss bereits im Alter von 19 Jahren sein Jurastudium ab und gehörte ab 1660 zum Gelehrten- und Literatenkreis um François Hédelin, dem Colbert den Status einer Akademie (mit Guéret als Sekretär) verlieh. Ab 1663 trat Guéret als Literaturkritiker auf den Plan. Als bedeutend wurden von den Zeitgenossen die beiden Bücher von 1668 und 1671 (Le Parnasse réformé und La Guerre des auteurs anciens et modernes) empfunden, welche die später ausgebrochene Querelle des Anciens et des Modernes bereits in sich tragen. Die Alten, so argumentiert er, sind zu respektieren, denn sie sind das nicht mehr sichtbare Fundament des gegenwärtigen Literaturgebäudes. Sein Werk Promenade de Saint-Cloud von 1669 blieb bis ins 19. Jahrhundert ungedruckt, weil es sich gegen Nicolas Boileau richtete, dessen scharfe Zunge Guéret fürchtete. Guéret sprach in dem Werk positiv über 60 Autoren, die von Boileau negativ gesehen wurden.

## Werke (Auswahl)
- Le charactère de la sagesse payenne dans les vies des sept sages grecs. Veuve N. Traboüillet, Paris 1662, 1683.
  - (deutsch) Charakter der heydnischen Weisheit in den Leben der sieben griechischen Weltweisen. Rieger, Augsburg 1773.
- La carte de la cour. J.-B. Loyson, Paris 1663.
- Entretiens sur l’éloquence de la chaire et du barreau. J. Guignard, Paris 1666.
- Le Parnasse réformé. Thomas Jolly, Paris 1668. (zahlreiche Auflagen, zuletzt Slatkine, Genf 1968)
- La Guerre des auteurs anciens et modernes. Theodore Girard, Paris 1671, 1697.
  - Le Parnasse réformé et la Guerre des auteurs. J.-F. Neaulme, Den Haag 1716.
  - Les auteurs en belle humeur. Ouvrage d’esprit & divertissant. L’Honoré et Chatelain, Amsterdam 1723. (Parnasse réformé und Guerre des auteurs)
- La promenade de Saint-Cloud (1669). Hrsg. Georges Monval (1845–1910). Jouaust, Paris 1888. Slatkine, Genf 1968.